# Eight Improvisations (Trio) 2014
Eight Improvisations (Trio) 2014 ist ein Jazzalbum von Anthony Braxton. Die 2014 im Studio von Firehouse 12, New Haven, Connecticut, entstandenen Aufnahmen erschienen am 13. November 2018 auf dem Label Tubapede von Dan Peck.

## Hintergrund
Der Saxophonist Anthony Braxton spielte 2014 mehrere Improvisationen mit Taylor Ho Bynum (Kornett, Flügelhorn, Basstrompete) und Bob Bresnan (Piano). Von Zeit zu Zeit würde Braxton gerne andere Musiker musikalisch [mit seinen Ideen] konfrontieren, ohne dabei in das Feld seiner [Kompositions-]Systeme einzudringen, und zu einer radikalen Unmittelbarkeit zurückkehren, schrieb Franpi Barriaux (Citizen Jazz). Das Album Eight Improvisations (Trio) 2014 stelle „eine freie und konstruktive Diskussion mit zwei Reisebegleitern“ dar: Der eine sei gewissermaßen ein Intimus, da Taylor Ho Bynum Braxton zu diesem Zeitpunkt seit mehr als zwanzig Jahren folge, nachdem er sein Student an der Wesleyan University war. Der andere, Bob Bresnan, sei ein renommierter Pianist der New Yorker Avantgarde-Szene, der etwa in Braxtons Trillium-Opernmodi oder in Karl Bergers Improvisers Orchestra zu hören war.

## Titelliste
- Anthony Braxton: Eight Improvisations (Trio) 2014 (Tubapede TB#12)[2]

CD1
1. Two 16:29
2. Three 7:46
3. Four 13:22
4. One 16:20

CD2
1. Seven 11:44
2. Six 14:58
3. Five 18:11
4. Eight 5:33

Die Kompositionen stammen von Anthony Braxton.

## Rezeption

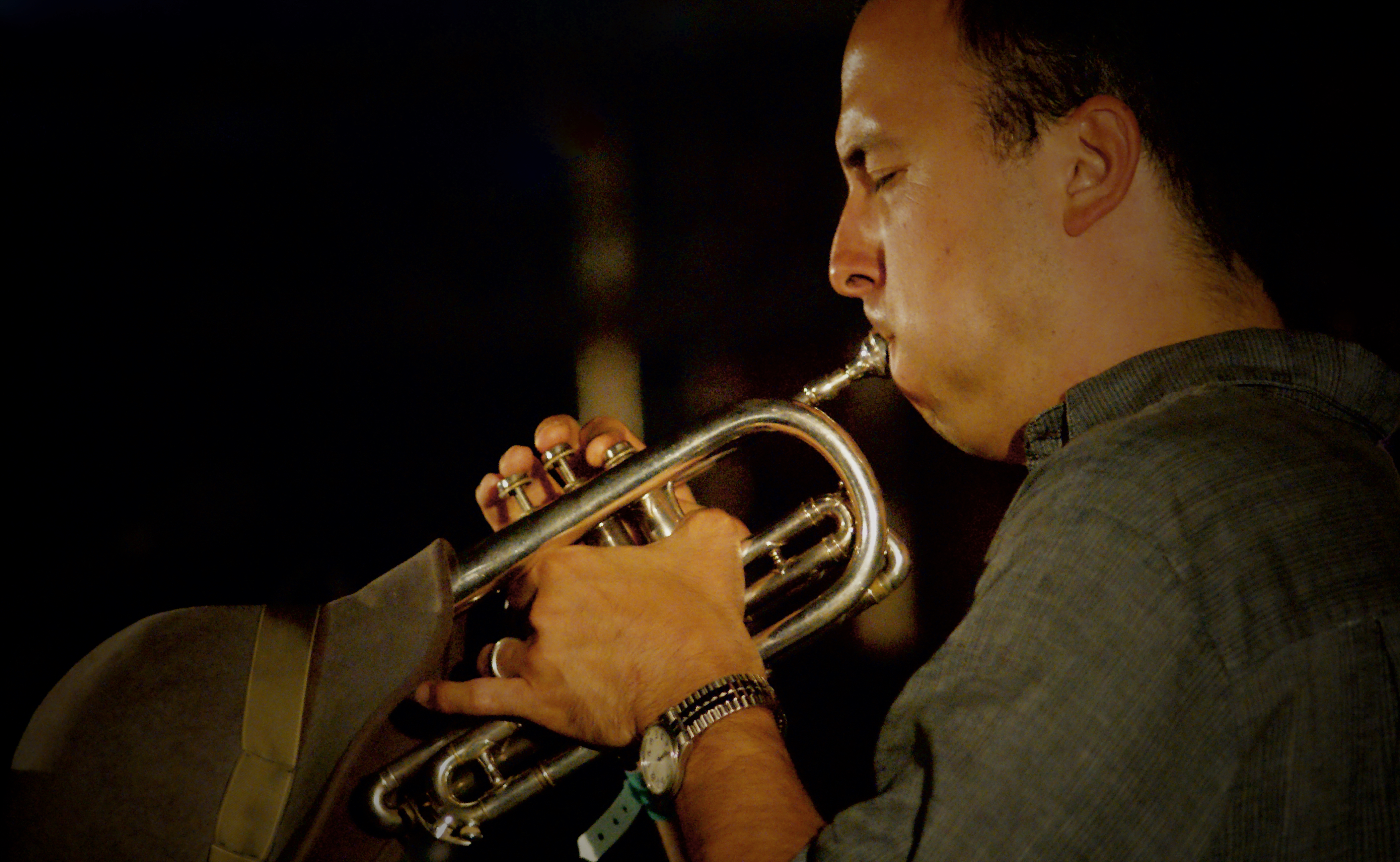
Taylor Ho Bynum (2011)

Eight Improvisations würde an eine weitere, länger zurückliegende Begegnung erinnern, die für zwei der drei Musiker ein wichtiges Datum in der Karriere markierte: das Album Duets (Wesleyan) 2002, bei dem der Multiinstrumentalist Braxton und der Kornettist gemeinsam experimentiert hatten, meinte Franpi Barriaux (Citizen Jazz). Dort sei, ähnlich wie bei „Two“, das das Doppelalbum eröffnet, die Musik rauer und halte sich nicht mit Beobachtungsrunden auf. Es gebe auch keinen direkten Verweis auf Standards oder Braxtons nummerierte Kompositionen. Dessen Saxophonspiel sei hier schnell, einfallsreich und stets versucht, einen Ho Bynum im Zaum zu halten, der mit allen Mitteln des Atems spielt, selbst den untergründigsten, und sich einschleicht, um der Musik des Trios neue Möglichkeiten zu bieten. In diesem Zusammenhang spiele Bresnan eine echte Unterstützungsrolle, ohne dabei untergeordnet zu sein. Dieses Album, das ein wenig von Braxtons aktuellen Veröffentlichungen abweichen würde, sollte daran erinnern, dass er, abgesehen davon, dass er ein großartiger Improvisator ist, nie in einer unveränderlichen und kartierten Obsession erstarre. Dies sei eine erfrischende Platte auf hohem Niveau.